# National T-20 Cup 2016/17
Der National T-20 Cup 2016/17 war die 13. Ausgabe der nationalen Twenty20-Cricket-Meisterschaft und wurde vom 25. August bis zum 16. September 2016 ausgetragen. Im Finale konnten sich die Karachi Blues mit 3 Runs gegen die Karachi Whites durchsetzen.

## Format
Die acht Mannschaften spielten in einer Gruppe gegen jedes andere Team jeweils ein Mal. Für einen Sieg gab es zwei Punkte, für ein Unentschieden einen. Die vier Erstplatzierten der Gruppe qualifizierten sich für das Halbfinale, dessen Sieger das Finale austrugen.

## Stadien
| Stadion                    | Stadt      | Kapazität | Spiele                        |
| -------------------------- | ---------- | --------- | ----------------------------- |
| Multan Cricket Stadium     | Multan     | 30.000    | Vorrunde, Halbfinale & Finale |
| Rawalpindi Cricket Stadium | Rawalpindi | 25.000    | Vorrunde                      |

## Resultate

### Gruppenphase
Tabelle
| Teams          | Sp. | S | N | U | R | NR | BP | Ded | Punkte | NRR    |
| -------------- | --- | - | - | - | - | -- | -- | --- | ------ | ------ |
| Peshawar       | 7   | 5 | 2 | 0 | 0 | 0  | 0  | 0   | 10     | +0.905 |
| Lahore Whites  | 7   | 5 | 2 | 0 | 0 | 0  | 0  | 0   | 10     | +0700  |
| Karachi Whites | 7   | 5 | 2 | 0 | 0 | 0  | 0  | 0   | 10     | +0.580 |
| Karachi Blues  | 7   | 4 | 3 | 0 | 0 | 0  | 0  | 0   | 8      | −0.236 |
| Islamabad      | 7   | 3 | 4 | 0 | 0 | 0  | 0  | 0   | 6      | −0.505 |
| Rawalpidi      | 7   | 2 | 5 | 0 | 0 | 0  | 0  | 0   | 4      | −0.248 |
| FATA           | 7   | 2 | 5 | 0 | 0 | 0  | 0  | 0   | 4      | −0.472 |
| Lahore Blues   | 7   | 2 | 5 | 0 | 0 | 0  | 0  | 0   | 4      | −0.649 |

Spiele
| 25. August Scorecard | Rawalpindi | Karachi Blues 158-8 (20)         | – | Karachi Whites 149-8 (20) |
|                      |            | Karachi blues gewinnt mit 9 Runs |   |                           |

| 25. August Scorecard | Rawalpindi | Lahure Blues 182-5 (20)             | – | Lahore Whites 185-1 (16.3) |
|                      |            | Lahore Whites gewinnt mit 9 Wickets |   |                            |

| 26. August Scorecard | Rawalpindi | FATA 162-5 (20)          | – | Rawalpidi 147-9 (20) |
|                      |            | FATA gewinnt mit 15 Runs |   |                      |

| 26. August Scorecard | Rawalpindi | Karachi Whites 152-5 (20)      | – | Peshawar 154-7 (19.4) |
|                      |            | Peshawar gewinnt mit 3 Wickets |   |                       |

| 26. August Scorecard | Rawalpindi | Islamabad 138-7 (20)                | – | Lahore Whites 142-1 (18.1) |
|                      |            | Lahore Whites gewinnt mit 9 Wickets |   |                            |

| 29. August Scorecard | Rawalpindi | Peshawar 176-4 (20)          | – | Islamabad 140-5 (20) |
|                      |            | Peshawar gewinnt mit 36 Runs |   |                      |

| 29. August Scorecard | Rawalpindi | FATA 139-7 (20)                    | – | Lahore Blues 143-3 (18.5) |
|                      |            | Lahore Blues gewinnt mit 6 Wickets |   |                           |

| 29. August Scorecard | Rawalpindi | Rawalpidi 144-7 (20)           | – | Karachi Blues 122-7 (20) |
|                      |            | Rawalpindi gewinnt mit 22 Runs |   |                          |

| 31. August Scorecard | Rawalpindi | Lahore Whites 178-4 (20)             | – | Karachi Whites 179-3 (18) |
|                      |            | Karachi Whites gewinnt mit 7 Wickets |   |                           |

| 31. August Scorecard | Rawalpindi | Karachi Blues 174-7 (20)          | – | Lahore Blues 123 (19.1) |
|                      |            | Karachi Blues gewinnt mit 51 Runs |   |                         |

| 1. September Scorecard | Rawalpindi | FATA 114-7 (20)                | – | Peshawar 120-3 (13) |
|                        |            | Peshawar gewinnt mit 7 Wickets |   |                     |

| 1. September Scorecard | Rawalpindi | Islamabad 174-5 (20)             | – | Rawalpidi 175-5 (19) |
|                        |            | Rawalpindi gewinnt mit 5 Wickets |   |                      |

| 2. September Scorecard | Rawalpindi | Lahore Blues 137-7 (20)        | – | Peshawar 139-4 (18.2) |
|                        |            | Peshawar gewinnt mit 6 Wickets |   |                       |

| 2. September Scorecard | Rawalpindi | Karachi Whites 182-2 (20)          | – | Islamabad 138-8 (20) |
|                        |            | Karachi Whites gewinnt mit 44 Runs |   |                      |

| 5. September Scorecard | Multan | Lahore Whites 175-2 (20)          | – | Rawalpidi 156-7 (20) |
|                        |        | Lahore Whites gewinnt mit 19 Runs |   |                      |

| 5. September Scorecard | Multan | Karachi Blues 151-7 (20)          | – | FATA 134-7 (20) |
|                        |        | Karachi Blues gewinnt mit 17 Runs |   |                 |

| 6. September Scorecard | Multan | Lahore Whites 154-4 (20)          | – | Karachi Blues 81 (17.3) |
|                        |        | Lahore Whites gewinnt mit 73 Runs |   |                         |

| 6. September Scorecard | Multan | Lahore Blues 142-8 (20)             | – | Karachi Whites 143-7 (19.4) |
|                        |        | Karachi White gewinnt mit 3 Wickets |   |                             |

| 7. September Scorecard | Multan | FATA 139-4 (20)                 | – | Islamabad 140-3 (19) |
|                        |        | Islamabad gewinnt mit 7 Wickets |   |                      |

| 7. September Scorecard | Multan | Peshawar 140 (20)            | – | Rawalpidi 122-8 (20) |
|                        |        | Peshawar gewinnt mit 18 Runs |   |                      |

| 8. September Scorecard | Multan | Karachi Whites 140-5 (20)         | – | Rawalpidi 134-9 (20) |
|                        |        | Karachi Whites gewinnt mit 6 Runs |   |                      |

| 8. September Scorecard | Multan | Karachi Blues 164-6 (20)         | – | Peshawar 161-7 (20) |
|                        |        | Karachi Blues gewinnt mit 3 Runs |   |                     |

| 9. September Scorecard | Multan | Lahore Blues 119-6 (20)         | – | Islamabad 123-5 (19.1) |
|                        |        | Islamabad gewinnt mit 5 Wickets |   |                        |

| 9. September Scorecard | Multan | FATA 117 (19.3)          | – | Lahore Whites 83 (17.5) |
|                        |        | FATA gewinnt mit 34 Runs |   |                         |

| 10. September Scorecard | Multan | FATA 124-8 (20)                      | – | Karachi Whites 127-5 (17.2) |
|                         |        | Karachi Whites gewinnt mit 5 Wickets |   |                             |

| 10. September Scorecard | Multan | Lahore Whites 159-3 (20)         | – | Peshawar 153 (19.5) |
|                         |        | Lahore Whites gewinnt mit 6 Runs |   |                     |

| 11. September Scorecard | Multan | Rawalpidi 127-8 (20)               | – | Lahore Blues 129-6 (19.2) |
|                         |        | Lahore Blues gewinnt mit 4 Wickets |   |                           |

| 11. September Scorecard | Multan | Islamabad 151-6 (20)          | – | Karachi Blues 133 (19.2) |
|                         |        | Islamabad gewinnt mit 18 Runs |   |                          |

### Halbfinale
| 15. September Scorecard | Multan | Peshawar 178-7 (20)                  | – | Karachi Whites 179-2 (18.2) |
|                         |        | Karachi Whites gewinnt mit 8 Wickets |   |                             |

| 15. September Scorecard | Multan | Lahore Whites 127-6 (20)            | – | Karachi Blues 133-1 (12) |
|                         |        | Karachi Blues gewinnt mit 9 Wickets |   |                          |

### Finale
| 16. September Scorecard | Multan | Karachi Blues 182-3 (20)         | – | Karachi Whites 179-8 (20) |
|                         |        | Karachi Blues gewinnt mit 3 Runs |   |                           |